# David Stefani
David Stefani (Grosseto, 25 giugno 1975) è un allenatore di calcio ed ex calciatore italiano, di ruolo centrocampista, tecnico degli Allievi del Grosseto.

## Carriera
Si mette in luce con il Siena nel 1994, in Serie C1 segnando una rete in ventotto presenze. La stagione successiva, acquistato dall'Udinese fa il suo esordio in Serie A, ma viene girato in prestito all'Avellino in Serie B. A fine stagione ritorna a Udine, dove gioca ancora una partita in massima serie prima di essere ceduto nuovamente in prestito, stavolta al Savoia in Serie C1, dove prende parte anche alla finale per la promozione in Serie B, giocata allo Stadio Olimpico di Roma, persa contro l'Ancona. A fine campionato ritorna all'Udinese ma viene girato ancora in prestito, sempre in Serie C1, all'Acireale. Viene ceduto al Castel di Sangro, in C1 che lo cede in prestito al Livorno, che a fine stagione perderà la finale per la promozione in B contro il Como. Nella stagione 2001-2002 è ancora al Livorno, ottenendo la promozione in Serie B, perdendo inoltre la finale di Coppa Italia di Serie C e quella di Supercoppa di Lega di Serie C rispettivamente contro AlbinoLeffe ed Ascoli. In queste due stagioni gioca insieme ad Igor Protti. Nel 2003 passa al Foggia. Con i satanelli disputerà settantasei gare segnando una rete. A fine carriera colleziona cinquanta presenze in Serie C2 con il CuoioCappiano e ventinove presenze in Serie D, tra le file del Gavorrano. La sua ultima esperienza da giocatore è con l'Albinia, squadra di Orbetello, in cui disputa quattro stagioni fino al 2013, anno in cui intraprende la carriera di allenatore nelle giovanili del Grosseto.

## Allenatore
Dopo qualche anno di esperienza nei settori giovanili della squadra maremmana, nel 2019 è il vice di Lamberto Magrini sulla panchina della prima squadra. Entrambi conquisteranno una storica doppia promozione, dall'Eccellenza alla Serie C, con il raggiungimento dei play-off di terza serie nella stagione 2020-2021. Il 19 gennaio 2022, alcune settimane dopo l'esonero di Magrini, in comune accordo con la società, torna ad allenare nel vivaio unionista, venendo sostituito da un ex capitano del Grosseto, già allenatore degli Allievi, Giovanni Di Meglio.

## Palmarès

### Club

#### Competizioni nazionali
- Campionato italiano Serie C: 1

Livorno: 2001-2002